# Nicolas de Grigny
Nicolas de Grigny (Reims, 1672 (gedoopt 8 september) - aldaar, 30 november 1703) was een Frans orgelcomponist.
Zijn grootvader, vader en twee ooms van hem waren organist in Reims. Het is dan ook niet verwonderlijk dat Nicolas ook organist werd. Hij studeerde in Parijs bij Nicolas Lebègue en werd daar organist van de abdijkerk Saint-Denis. In 1697 keerde hij terug naar Reims om er organist van de kathedraal te worden. Twee jaar later verscheen zijn Premier Livre d’Orgue contenant une Messe et les Hymnes des principales fêtes de l’année. Het werd zijn enige orgelwerk, omdat Nicolas reeds op 31-jarige leeftijd overleed. Hij werd in de kathedraal van Reims door zijn vader opgevolgd.